# تحررية يمينية

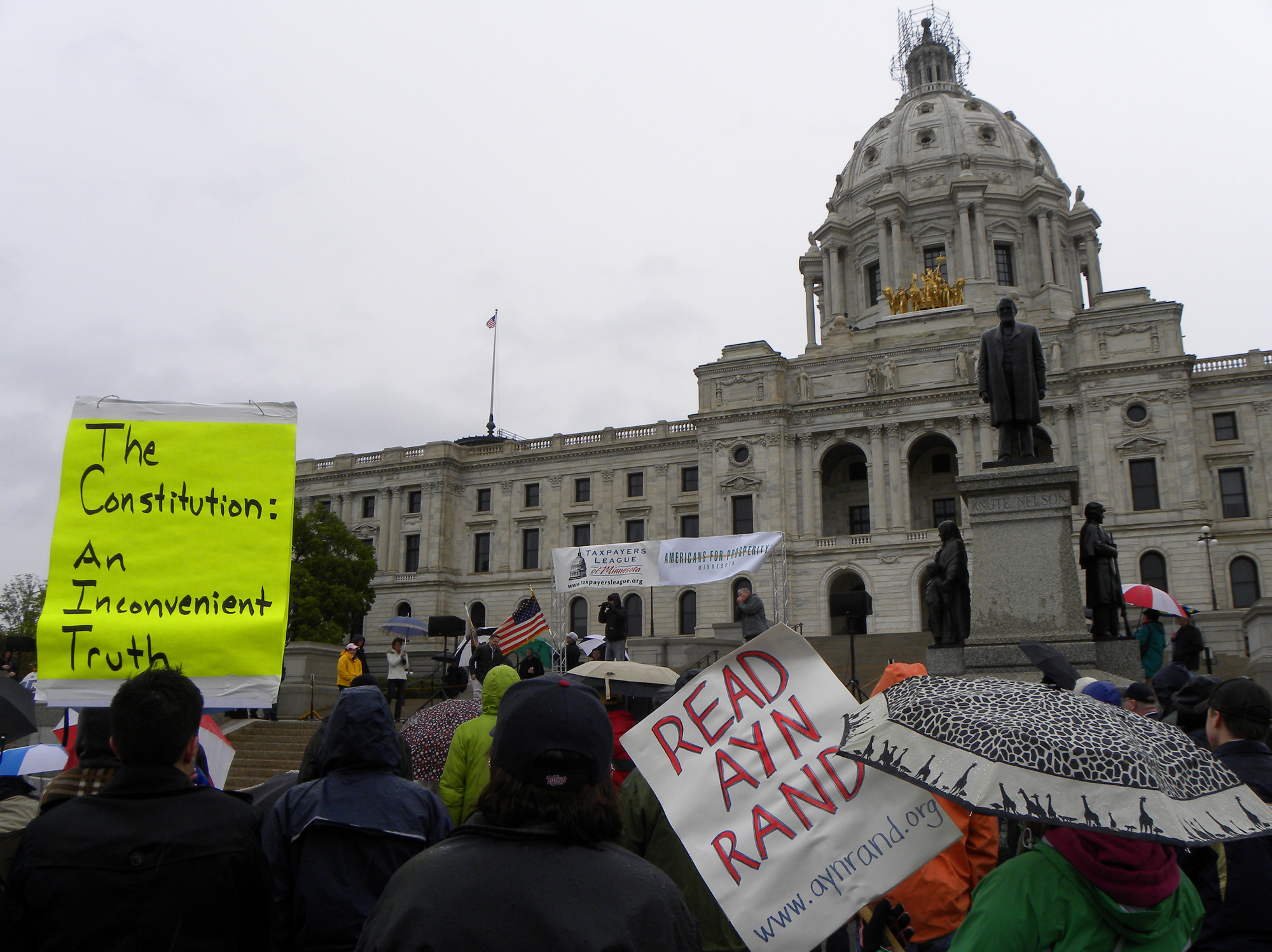

التحررية اليمينية أو الليبرتارية اليمينية، فلسفة سياسية تدعو إلى الحقوق المدنية، والقانون الطبيعي، ورأسمالية عدم التدخل في السوق، وعلى النقيض تمامًا من دولة الرفاه المعاصرة. تدعم التحررية اليمينية وبقوّة حقوق الملكية الخاصة وتوزيع سوقي للموارد الطبيعية والملكية الخاصة. يتعارض هذا مع الليبرتارية اليسارية، التي تُقارَن بها عادةً، ومن هنا جاءت التسمية.
كمصطلح، التحررية اليمينية تُشير إلى مجموعة من الفلسفات السياسية التي تؤيد سياسة عدم التدخل في السوق الرأسمالية. يُصار إلى التأكيد على هذا المعنى في المصطلح كون الليبرتارية في الولايات المتحدة الأمريكية قد انحرفت بعيدًا عن المعنى الأصلي للمصطلح، وصارت تعني تطبيقًا مختلفًا تمامًا عن الليبرتارية في غيرها من الدول. في أمريكا، تُطلق الليبرتارية على الاشتراكيين اللاسلطويّين، أو الأناركيّين، وبشكل عام الليبرتاريين الشيوعيين والليبرتاريين الاشتراكيين.
يتميّز الفِكر السياسي الليبرتاري اليميني بتشديده على أولويّة الحريات، ووجوب توسيع نطاق الحريات الفردية وتقليص مجال السلطة العامة. عادةً ما ينظر الليبرتاريون اليمينيون إلى الدولة على أنها الخطر الأكبر المُحدِق بالحريّة. تختلف هذه النزعة المعادية للدولة عن المفاهيم الأناركيّة كونها مبنيةٌ برسوخ على فلسفة الفردانية والتي تُعطي أهمية بسيطة أو حتى لا تُلقي بالًا للاندماج الاجتماعي أو التعاون البشري.
تؤكّد التحررية اليمينية على ملكيّة الأفراد لأنفسهم واستحقاقهم المطلق للملكية التي يُنتجها عملهم.
اقتصاديًا، تشدّد فلسفة التحررية اليمينية على طابع وآليات التنظيم الذاتي للسوق، وترى سياسات التدخل الحكومي لتوزيع الثروة على أنها غير لازمة بل وتؤدي إلى نتائج عكسية.
تأثرت التحررية اليمينية تأثرًا واضحًا بالفِكر الليبرالي الكلاسيكي، لدرجة دفعت البعض لتصنيفها على أنها امتدادٌ له. ومع ذلك، توجد اختلافاتٌ بينهما. على الضدّ من التحررية اليمينية، ترفض الليبرالية الكلاسيكية منح الأولوية للحرية على حساب النظام، ولهذا لا يُلمس فيها العداء المستحكم للدولة والذي يُعتبر المعْلم الأساسي لدى التحررية اليمينية. بناءً على هذا، يرى أنصار التحررية اليمينية أن الليبرالية الكلاسيكية تدعم تدخل الدولة إلى حدّ مُفرِط، وأنها لا تحترم بشكلٍ كافٍ حقوق الملكية الفردية وأنها تعوزها الثقة في آليات السوق الحر وتنظيمه العفوي، ما يعني أن الليبرالية الكلاسيكية تقف في صفّ الدول الكبيرة.
ويخالف الليبرتاريون اليمينيون الكلاسيكية الليبرالية في دعمها الزائد للبنوك المركزية والسياسات النقدية.

## التعريف
يعود تاريخ صكّ كلمة ليبرتاري إلى الليبرتاري الشيوعي الفرنسي جوزيف ديجاك، الذي استخدمها للإشارة إلى شكلٍ من أشكال السياسات اليسارية والتي أصبحت تُعرف منذ منتصف القرن التاسع عشر على أنّها اللاسلطوية والليبرتارية الاشتراكية. مع تطوّر الأيديولوجيات التحررية اليمينية، في منتصف القرن العشرين صارت كلمة ليبرتاري تعني الفلسفة التي تؤيد رأسمالية عدم التدخل في السوق وحقوق الملكية الخاصة في الأراضي والبنية التحتية والموارد الطبيعية. يُستخدم عادةً اسم التحررية اليمينية والليبرتارية اليسارية للتمييز بينهما.
تُشمل الليبرتارية الاشتراكية ضمن طيفٍ واسع من الليبرتارية اليسارية، بينما تعني التحررية اليمينية بشكلٍ رئيسي رأسمالية عدم التدخل في السوق.
تُوصف الليبرتالية اليمينية على أنها تجمع بين معارضة الدولة والحرية الفردية، بدعمها اللا-محدود لحقوق الملكية والأسواق الحرة.
تُعتبر حقوق الملكية المسألة التي قسّمت الفلسفات الليبرتارية.

## الفلسفة السياسية
نشأت التحررية اليمينية في الولايات المتحدة الأمريكية في منتصف القرن العشرين من أعمال الكتّاب الأوروبيين مثل جون لوك، فريدريش فون هايك، ولودفيج فون ميزس، وتُعد في وقتنا الحالي أشهر مفاهيم الليبرتارية في الولايات المتحدة.
يُشار إلى التحررية اليمينية عادةً على أنها استمرارٌ لليبرالية الكلاسيكية وحتّى على أنها النسخة الراديكالية منها. يبرز الفيلسوف الأمريكي روبرت نوزيك كأهمّ المفكرين الأوائل في التحررية اليمينية.
تشترك التحررية اليمينية مع الليبرتارية اليسارية في دعم الحريات الاجتماعية، إلا أنّها تُولي قيمةً كُبرى للمؤسسات الاجتماعية التي تدعم ظروف الرأسمالية، وترفض المؤسسات التي تعمل لمعارضة الرأسمالية لأنها ترى هذه التدخلات على أنها إكراهٌ مرفوض للأفراد وسلبٌ لحرياتهم الاقتصادية.
ينتمي الليبرتاريون اليمينيون إلى إحدى مدرستين فكريتين، إما المدرسة النمساوية أو مدرسة شيكاغو التي تدعم رأسمالية عدم التدخل في السوق.

### مبدأ عدم الاعتداء
مبدأ عدم الاعتداء، يُشار إليه كحجر الأساس في الفلسفات التحررية اليمينية. يُعرّف على أنه الموقف الأخلاقي الذي يحظر الأعمال التي لا تتماشى وحقوق الملكية الرأسمالية. يعرّف المبدأ الاعتداء على أنه المُبادأة باستخدام القوة ويعدّ خرقًا لهذه الحقوق. يرتبط مبدأ عدم الاعتداء وحقوق الملكية ببعضهما ارتباطًا وثيقًا، بما أنّ ما يُعدّ عدوانًا بالنسبة لليبرتاريين اليمينيين يخضع لاعتبار ما يعتبره الليبرتاريون ملكية للفرد.
كون المبدأ يعيد تعريف الاعتداء بمصطلحات ليبرتارية يمينية، يُنظر إلى المبدأ على أنه تبريرٌ لفلسفة التحررية اليمينية واستخدامٌ فجّ للمنطق الدائري في الاستدلال وبلبلة بلاغيّة لتغطية الطبيعة القسريّة لفرض القانون وفقًا لتعريفات الليبرتارية الخاصة بالملكية. جرى توظيف المبدأ للمعارضة الخطابية لسياسات قوانين الجرائم بلا ضحية، والضرائب، والتجنيد الإجباري.

### حقوق الملكية الشخصية
يوجد خلافٌ بخصوص الليبرتارية اليسارية، والتحررية اليمينية، والليبرتارية الاشتراكية فيما إذا يجب اعتبارها أيديولجيات مستقلّة أو فلسفاتٍ متشابهة تقارب نفس الموضوع من زوايا مختلفة. ولكن بكل تأكيد فالتحررية اليمينية تدعم وبشدّة الملكية الشخصية وحقوق الملكية. يصرّ الليبرتاريون اليمينيون على أنّ الموارد الطبيعية غير المملوكة لأحد «يمكن لأول شخصٍ يكتشفها أن يضع اليد عليها، يعمل عليها، أو ينسب ملكيتها لنفسه –دون الحاجة لموافقة الآخرين وبدفعٍ مبلغ صغير لهم، أو دون دفعٍ أصلًا». يتعارض هذا مع الليبرتارية اليسارية التي ترى أن «الموارد الطبيعية غير المملوكة لأحد تعود ملكيتها إلى الجميع بطريقة عادلة ومنصفة».
يُشار أحيانًا إلى أنصار التحررية اليمينية على أنهم من أصحاب فلسفة التملّكيّة، بما أنهم يعتقدون أن المجتمعات التي تُفرض فيها حقوق الملكية الشخصية هي المجتمعات الأخلاقية والتي ستبوء بأفضل النتائج الممكنة. عادةً ما يؤيدون السوق الحرة ولا يعارضون تركيز السلطة الاقتصادية، بشرط أن يحصل ذلك بوسائل غير قسرية.

### الدولة
ثمة نقاشٌ دائرٌ بين الليبرتاريين اليمينيين يتساءل هل الدولة شرعية أم لا. ينادي اللاسلطويّون الرأسماليون بإلغاء الدولة، ويحتجون بأنّ الدولة تنتهك مبدأ عدم الاعتداء بطبيعتها القائمة على فرض السلطة والقوة ضد أولئك الذين لم يسرقوا ولم يخرّبوا الممتلكات العامة، ولم يهاجموا أحدًا، ولم يرتكبوا عمليات نصب.
في المقابل، يوجد أنصار الدولة الحارسة الذين يعتقدون أن الدولة ضرورية لحماية الأفراد من الاعتداء، والسرقة، وخرق العقود، والنصب. ويعتقدون أن المؤسسات الحكومية الشرعية الوحيدة هي الجيش، والشرطة، والسلك القضائي، رغم أن البعض يوسّع هذه القائمة لتشمل أقسام الإطفائية والسجون، والفروع التنفيذية والقضائية. يبرّر هؤلاء للحاجة إلى الدولة بسبب الاستتباع المنطقي للالتزام بمبدأ عدم الاعتداء، ويجادلون أن الأناركية غير أخلاقية لأنها تعني ضمنًا أن مبدأ عدم الاعتداء اختياري التطبيق، ويكون تطبيق القانون في الآناركية مفتوحًا للتنافس. ويبرز تبرير آخر يذكر بأن المحاكم الخاصة ووكالات الدفاع الخاصة ستميل حتمًا إلى تمثيل مصالح أولئك الذين يدفعون لها بشكلٍ كافٍ.

### الضرائب بوصفها سرقة
توجد فكرة فرض الضرائب بوصفها سرقة لدى عدد من الفلسفات السياسية. وفقًا لوجهة النظرة هذه، فالحكومة تنتهك حقوق الملكية من خلال فرضها التحصيل الإجباري للضرائب. يعتقد الليبرتاريون اليمينيون أن فرض الضرائب يشكّل انتهاكًا صارخًا لمبدأ عدم الاعتداء الذي يؤمنون به.